# Marpesia corinna
Espèce
Marpesia corinna est une espèce d'insectes lépidoptères de la famille des Nymphalidae, de la sous-famille  des Limenitidinae et du genre Marpesia.

## Dénomination
Marpesia corinna a été décrit par William Chapman Hewitson en 1813 sous le nom initial de Vanessa corinna.

## Description
Marpesia corinna est un papillon d'une envergure de 45 mm à 56 mm, aux ailes antérieures à bord externe concave et ailes postérieures à bord externe festonné portant chacune une longue et fine queue pointue,.
Le dessus est de couleur marron, les ailes antérieures sont barrées du bord costal à l'angle interne d'une large bande jaune d'or,  les ailes postérieures une très grande flaque violette proche du bord interne et d'une bande submarginale jaune comportant une ligne de marques marron. 
Le revers est ocre avec la même bande jaune, des lignes blanches et une ligne submarginale de chevrons blancs.

## Biologie

### Plantes hôtes
Aucune documentation.

## Écologie et distribution
Marpesia corinna réside en Colombie,  en Équateur et au Pérou,,.

### Protection
Pas de statut de protection particulier trouvé.